# Crassula pageae
Crassula pageae (лат.) — вид однолетних растений рода Толстянка (Crassula) семейства Толстянковые (Crassulaceae), естественно произрастающий на территории Капской провинции Южно-Африканской Республики.

## Название
Родовое латинское название Crassula происходит от латинского слова crassus, — «толстый», в основном из-за присутствия у растений этого рода сочных листьев.
Видовой латинский эпитет pageae дан в честь Мэри М. Пейдж (англ. Mary M. Page, 1867–1925), британской художницы-ботаника, которая эмигрировала в Южную Африку в 1911 году.

## Ботаническое описание
Мелкие однолетние суккулентные травы характеризуются компактными коркообразными розетками на земле диаметром до ± 2 см. У них мочковатые корни, а стебли сросшиеся с основаниями листьев. Листья, размером 2–5 х 1,5–3 мм, сидячие, лопатчатые, с мелкососочковой поверхностью, расширяются к основанию и кончику. Соцветия верхушечные. Цветки сидячие, 4-членные, с чашелистиками обратнояйцевидно-продолговатой формы, длиной до 1 мм, и венчиком чашевидной формы, окрашенным от коричневого до красного. Лепестки, длиной 1,2 - 2 мм, почти свободные, тупые и прямостоячие, а пыльники окрашены в желтый цвет. Время цветения – с середины зимы до весны.
Этот представитель рода обладает аномальной морфологией, где различные части растения слиты вместе, что было детально проанализировано Jäger-Zürn (1989). Однако выделение его в отдельный род (Pagella) не обосновано.

## Распространение и экология
Этот вид встречается в Капской провинции от Кальвинии вдоль восточных склонов западных горных хребтов до западного Малого Кару. Его ареал простирается к югу от Спрингбока и округа Кальвиния до Монтегю, Матьесфонтейна и рядом с принцем Альбертом. Он обитает на закрытых глиняных равнинах. Растет во влажных понижениях, в тени кустарников карроидных растений или на южных склонах.

## Таксономия
Crassula pageae Toelken, первое упоминание в J. S. African Bot. 41: 113 (1975).

### Синонимы
Гетеротипные (основанные на разных номенклатурных типах):
- Pagella archeri Schönland